# ابراهیم‌آباد (سیرجان)
ابراهیم‌آباد روستایی در دهستان ملک‌آباد بخش گلستان شهرستان سیرجان استان کرمان ایران است.

## جمعیت
بر پایه سرشماری عمومی نفوس و مسکن در سال ۱۳۹۵ جمعیت این مکان ۷۷۳ نفر (۲۴۱خانوار) بوده‌است.